# Pedro Camacho
Pedro Macedo Camacho (Funchal, 4 de setembro de 1979) é um compositor português de música de tradição europeia e de bandas sonoras para audiovisuais. É particularmente reconhecido pelo Requiem Inês de Castro e pelo seu trabalho para os videojogos Star Citizen e World of Warcraft: Shadowlands.

## Biografia
Nascido na cidade do Funchal na ilha da Madeira, Pedro Camacho iniciou a sua aprendizagem musical e estudos em composição aos 15 anos de idade com o maestro, compositor e professor argentino Roberto Perez. Em 1998, três anos mais tarde, mudou-se para Lisboa e ingressou no Conservatório Nacional para continuar a sua formação musical sob a tutela do compositor Eurico Carrapatoso e da professora de piano Melina Rebelo. Numa fase já avançada no âmbito da composição e orquestração ainda com Eurico Carrapatoso, Camacho aprofundou estas ferramentas na composição para cinema e audiovisuais na Berklee College of Music até 2006. Paralelamente, Camacho estudou jazz durante este período com o seu tio Jorge Borges, tendo frequentado o Hot Clube Portugal e aprofundado competências no âmbito da interpretação e escrita jazzísticas.
Ainda nesse ano, Camacho teve a sua primeira oportunidade profissional ao trabalhar para a banda sonora do videojogo point-and-click intitulado A Vampyre Story - publicado em 2008 - junto do artista e designer norte-americano Bill Tiller. No seguimento de várias críticas positivas a esta produção, o compositor abraçou uma série de projectos nos anos seguintes de cada vez maior dimensão e/ou mais reconhecimento internacional, tendo sido premiado pelo seu trabalho para o videojogo musical Audiosurf (2008), e, dois anos mais tarde, para o hack-and-slash Fairytale Fights.
Em 2012, para encerrar as comemorações do 650.º aniversário da transladação do corpo de Inês de Castro para o Mosteiro de Alcobaça, foi encomendada a obra intitulada Requiem à memória de Inês de Castro pela Câmara Municipal de Coimbra e estreada na Sé Nova na mesma cidade, que contou com uma recepção muito positiva a nível nacional e com múltiplas interpretações em diversas salas de concerto portuguesas.
O compositor foi um dos músicos que escreveu a banda sonora para a oitava expansão do videojogo "World of Warcraft", intitulado "Shadowlands", lançada em 2020.

## Trabalhos

### Créditos
2008
- A Vampyre Story (VG) - Autumn Moon Entertainment[8]
- Sacred 2: Fallen Angel (VG) (additional music) - Ascaron
- Zeno Clash (VG) (promo music) - Ace Team[9]

2007
- Fury (computer game) - Auran, Codemasters
- Crime City (VG) - immersionFX[10][11][12]
- Audiosurf (VG) - Invisible Handlebar, Valve
- Color Trail (VG) - Real Time Solutions[13]
- Darwin the Monkey (VG) - Rocksolid Games[14]
- Days of Sail (VG) - immersionFX[15][16][17]
- Bonnie and Clyde - Mediaramas[18]

2006
- Stilt Walkers - Van Der Haeghe Alexis[19]

### Demos
- 2007 - Rob Papen PREDATOR synth - Main Demo[20]
- 2006 - Rob Papen BLUE synth - Main Demo[21][22]

## Prémios e nomeações

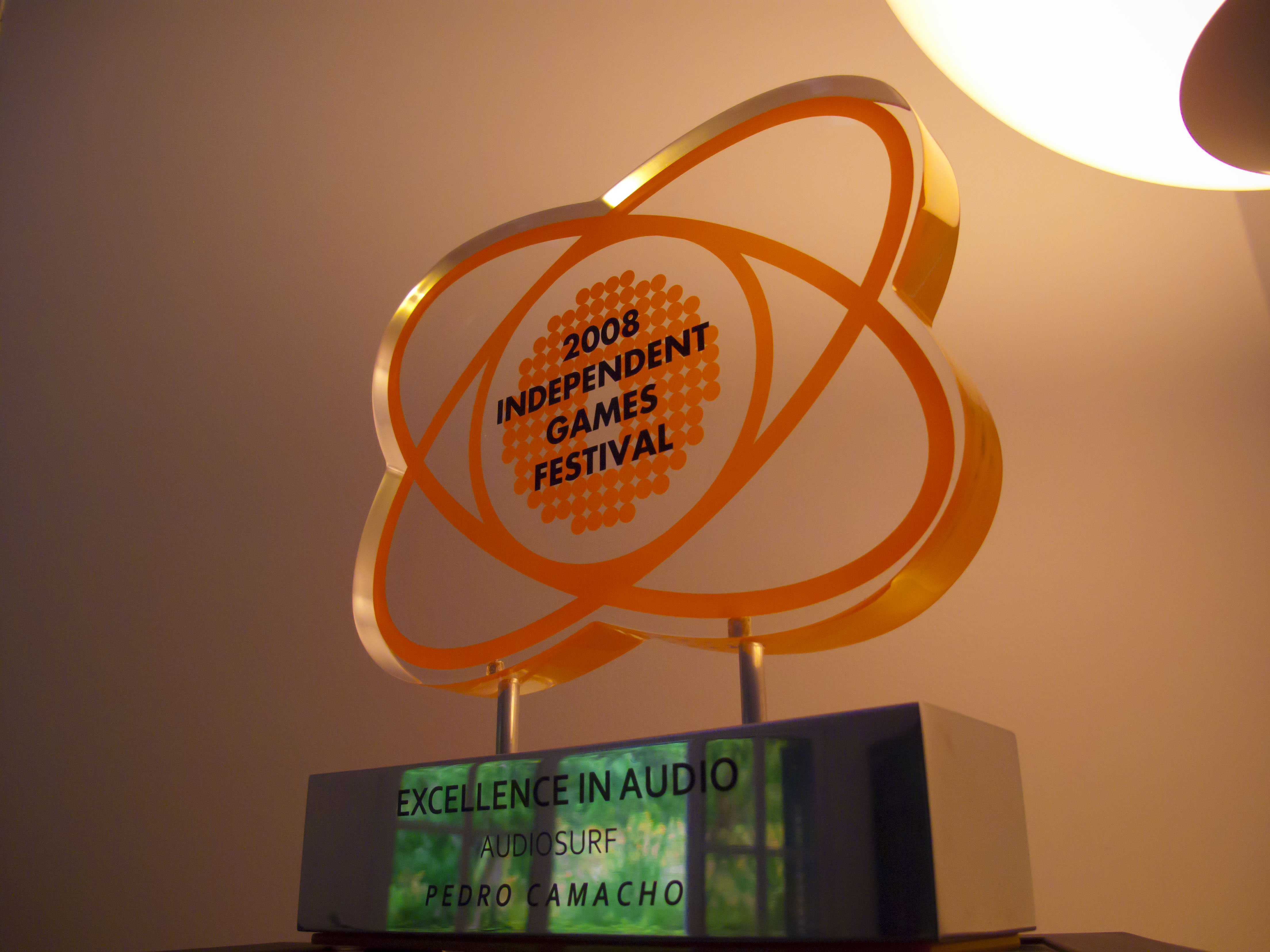
Prémio de Pedro Macedo Camacho no Independent Games Festival (2008) pelo seu trabalho na banda sonora de Audiosurf.

- 2022 - 13º Prémios de Hollywood para Música  (Hollywood Music Media Awards), categoria de Melhor Banda Sonora para Videojogos, pelo seu trabalho em Chorus (vencedor)[23]
- 2022 - 13º Prémios de Hollywood para Música  (Hollywood Music Media Awards), categoria de Melhor Canção para Videojogos, pelo tema principal de Chorus, em colaboração com Úyanga Bold (nomeado)[23]
- 2008 - Vencedor do Prémio Excelência em Áudio do IGF 2008 - Audiosurf, Invisible Handlebar[24]
- 2006 - 1.ª Competição MI7 - Vencedor do Prémio de Melhor Música[25]
- 2006 - Menção Honrosa para Melhor Banda Sonora, Global RTS - Festival Internacional GAMES2006
- 2001 - Prémio Estudante para Melhor Composição - Conservatório de Lisboa